# O Mundo É Nosso
O Mundo é Nosso é uma canção do cantor de funk carioca MC Duduzinho lançada no dia 04 de maio de 2015 ,A canção esta incluída no álbum de estreia de Duduzinho ''Sem Limites''lançado no dia 2 de junho de 2015.O videoclipe foi lançando no dia 30 de setembro de 2015. 
Em outubro de 2016, entrou para a trilha sonora do filme É Fada!.

## Videoclipe

### Lançamento
O videoclipe foi postado no site YouTube no dia 30 de setembro de 2015 quatro meses depois do lançamento oficial do single. 

### Filmagens
O videoclipe foi filmado em uma comunidade na cidade do Rio de Janeiro e contou com a participação da atriz brasileira Érika Januza foi dirigido por  e que foi dirigido por Raphael Bethlen -filho da atriz Maria Zilda Bethlem e do falecido diretor Roberto Talma.

### Enredo
No clipe da música “O mundo é nosso”, MC Duduzinho quer incentivar a leitura, Em uma das cenas do vídeo, Duduzinho distribui livros em uma comunidade do Rio pilotando sua “bicicleta literária”, A atriz Érika Januza atua como namorada de Duduzinho.
| “ | "Vejo que o mundo é apenas o reflexo que vemos nele refletido. Se você distribui amor, o amor voltará para você. As crianças precisam de mais incentivo, de educação. Minha avó contava que antigamente existiam pessoas que subiam nas comunidades em suas bicicletas para distribuir um pouco da sabedoria dos livros, mesmo que velhos e surrados, às crianças carentes” | ” |

### Ficha Técnica
| Produtora: Tetelo Frames Criado e Dirigido por Raphael Vieira Escrito por Raphael Vieira e Marília Nogueira Produzido por: Vivian Maciel Produção Executiva: Allan Jesus Direção de Fotografia: Dante Belluti Direção de Arte: Fernanda Teixeira Figurino: Flávio Freitas Técnico de Som: Cristiano Caldeira Rodriguez | Técnico de Som: Cristiano Caldeira Rodriguez Edição de Som e Mixagem: João Jabace Elétrica e Maquinaria: André Davi Medeiros (Big Joe) Maquiagem: Rafael Nsar Edição: Raphael Vieira 1º Assistente de Câmera: Felipe Quintelas 2º Assistente de Câmera: Bruno Thimoteo Correção de Cor e Efeitos: Cajamanga Assistente de Direção: Marília Nogueira Edição de Som e Mixagem: João Jabace |

## Faixas
| Download digital |                   |                |         |  |
| N.º              | Título            | Compositor(es) | Duração |  |
| 1.               | "O Mundo É Nosso" | Duduzinho      | 3:15    |  |

#### O Mundo É Nosso (Leo Breanza e Miller Remix)
| Download digital |                                                |                |         |  |
| N.º              | Título                                         | Compositor(es) | Duração |  |
| 1.               | "O Mundo É Nosso (Leo Breanza e Miller Remix)" | Duduzinho      | 3:07    |  |

## Histórico de lançamento
| Região | Data                   | Formato(s)       | Gravadora    |
| ------ | ---------------------- | ---------------- | ------------ |
| Brasil | 04 de maio de 2015     | download digital | Warner Music |
| Brasil | 30 de setembro de 2015 | videoclipe       | Warner Music |